# Offrethun
Offrethun és un municipi francès situat al departament del Pas de Calais i a la regió dels Alts de França. L'any 2007 tenia 256 habitants.

## Demografia

### Població
El 2007 la població de fet d'Offrethun era de 256 persones. Hi havia 96 famílies de les quals 16 eren unipersonals (4 homes vivint sols i 12 dones vivint soles), 28 parelles sense fills, 40 parelles amb fills i 12 famílies monoparentals amb fills.
La població ha evolucionat segons el següent gràfic:
Habitants censats

### Habitatges
El 2007 hi havia 103 habitatges, 94 eren l'habitatge principal de la família, 7 eren segones residències i 2 estaven desocupats. 102 eren cases i 1 era un apartament. Dels 94 habitatges principals, 79 estaven ocupats pels seus propietaris, 11 estaven llogats i ocupats pels llogaters i 4 estaven cedits a títol gratuït; 2 tenien dues cambres, 9 en tenien tres, 19 en tenien quatre i 64 en tenien cinc o més. 83 habitatges disposaven pel capbaix d'una plaça de pàrquing. A 31 habitatges hi havia un automòbil i a 58 n'hi havia dos o més.

### Piràmide de població
La piràmide de població per edats i sexe el 2009 era:
| Homes | Edats   | Dones |
| ----- | ------- | ----- |
| 0     | 95 o +  | 0     |
| 0     | 90 a 94 | 4     |
| 0     | 85 a 89 | 0     |
| 4     | 80 a 84 | 0     |
| 8     | 75 a 79 | 4     |
| 0     | 70 a 74 | 0     |
| 0     | 65 a 69 | 0     |
| 4     | 60 a 64 | 0     |
| 12    | 55 a 59 | 12    |
| 4     | 50 a 54 | 4     |
| 16    | 45 a 49 | 8     |
| 8     | 40 a 44 | 8     |
| 20    | 35 a 39 | 16    |
| 4     | 30 a 34 | 20    |
| 8     | 25 a 29 | 4     |
| 8     | 20 a 24 | 4     |
| 8     | 15 a 19 | 0     |
| 12    | 10 a 14 | 8     |
| 20    | 5 a 9   | 16    |
| 12    | 0 a 4   | 4     |

## Economia
El 2007 la població en edat de treballar era de 192 persones, 132 eren actives i 60 eren inactives. De les 132 persones actives 120 estaven ocupades (70 homes i 50 dones) i 12 estaven aturades (4 homes i 8 dones). De les 60 persones inactives 18 estaven jubilades, 28 estaven estudiant i 14 estaven classificades com a «altres inactius».

### Ingressos
El 2009 a Offrethun hi havia 93 unitats fiscals que integraven 252,5 persones, la mediana anual d'ingressos fiscals per persona era de 21.098 €.

### Activitats econòmiques
Dels 6 establiments que hi havia el 2007, 2 eren d'empreses de comerç i reparació d'automòbils, 1 d'una empresa d'hostatgeria i restauració, 1 d'una empresa financera, 1 d'una empresa immobiliària i 1 d'una empresa de serveis.
L'any 2000 a Offrethun hi havia 6 explotacions agrícoles.

## Equipaments sanitaris i escolars
El 2009 hi havia una escola elemental integrada dins d'un grup escolar amb les comunes properes formant una escola dispersa.

## Poblacions més properes
El següent diagrama mostra les poblacions més properes.